# مدال عملیات عراق
مدال عملیات عراق (ICM) یک جایزه نظامی به نیروهای مسلح ایالات متحده بود که با فرمان اجرایی ۱۳۳۶۳ رئیس‌جمهور ایالات متحده ، جورج دبلیو بوش، در ۲۹ نوامبر ۲۰۰۴ ایجاد شد و در ژوئن ۲۰۰۵ برای اعطای عمومی در دسترس قرار گرفت. این مدال توسط مؤسسه نشان‌های خانوادگی ارتش ایالات متحده طراحی و در طول جنگ عراق، از ۱۹ مارس ۲۰۰۳ تا ۳۱ دسامبر ۲۰۱۱ اعطا شد.